# 相川美恵子
相川 美恵子（あいかわ みえこ、1960年2月 - ）は、日本の児童文学研究者。児童文学を専門とした文芸評論家。岐阜県生まれ。

## 経歴・人物
岐阜大学教育学部卒業後、京都に引越し、人形劇団附属保育所勤務を経て高等学校で非常勤講師となる。同じころ、梅花女子大学大学院で児童文学を専攻、2001年に博士後期課程中退。大垣女子短期大学などで非常勤講師を経て、2010年龍谷大学短期大学部講師。現在、龍谷大学短期大学部こども教育学科准教授。日本児童文学学会、日本児童文学者協会、大佛次郎研究会、大坂新児童文学会、日本保育学会会員。
2002年、「「幼き者の旗」の誕生過程を考える――メディアがつくる「銃後」」で、日本児童文学学会設立40周年記念論文入選（第一席）、2003年には「『うすらでかぶつ』にみる読みの開き方―― 一九七〇年代の入り口をふりかえる」で、第1回日本児童文学者協会評論新人賞入選（第一席）。2013年には単行本『児童読物の軌跡――戦争と子どもをつないだ表現』で日本児童文学学会賞奨励賞を受賞。

## 学術論文・評論リスト

### 著書
- 『鞍馬天狗のゆくえ――大佛次郎の少年小説』（未知谷 2008年5月）
- 『児童読物の軌跡――戦争と子どもをつないだ表現』（龍谷学会 2012年8月）

#### 編纂書
- 『日本の少年小説――「少国民」のゆくえ』（編集・解題、『文学史を読みかえる』研究会/企画・監修、インパクト出版会、2016年7月）

#### 共著
- 文学史を読みかえる 5 （インパクト出版、2002年3月） - 「戦時下の大佛次郎の文学表現――従軍体験を中心に」収録
- 文学史を読みかえる 8 （インパクト出版、2007年1月） - 「『キノの旅 the Beautiful World』シリーズを読む――ライトノベルズと若い若い読者たち」収録
- 上野瞭を読む 『ひげよ、さらば』の作家（創元社、2020年1月） - 「砂の上のロビンソン」、「戦後児童文学論」担当

### 雑誌等掲載論文

#### 学術論文
- 国語の授業におけるアニメ・トークの試み――『新世紀エヴァンゲリオン』を語る （『文学と教育』34号、文学教育研究者集団編、1997年12月）
- 大仏次郎の作品における<杉作モデル>の系譜――幸福の求め方をめぐって （『児童文学研究』31号、日本児童文学学会編、1998年）
- 明治以降の歴史教科書にみる楠木正成像の変容過程 （『文学と教育』35号、文学教育研究者集団編、1998年6月）
- 『王の家』(平方久直・作)の「満州」像――旧植民地を描いた児童文学の可能性と限界 （『児童文学研究』34号、日本児童文学学会編、2001年）
- 「幼き者の旗」の誕生過程を考える――メディアがつくる「銃後」 （『児童文学研究』35号、日本児童文学学会編、2002年）
- 大正期における一少年の絵本コレクション――札幌市中央図書館所蔵「池田コレクション」の絵本、その概要と意義 （共著論文、『絵本学 絵本学会研究紀要』第6号、2004年）
- 大正期における一少年の絵雑誌コレクション――札幌市中央図書館所蔵「池田コレクション」の絵雑誌、その概要と意義 （共著論文、『絵本学 絵本学会研究紀要』第7号、2005年）
- 「原爆」記述をめぐる一考察――被占領期の少年雑誌「週刊少國民」およびその改題誌を中心に （『児童文学研究』38号、日本児童文学学会編、2005年）
- 『浮浪児の栄光』をめぐる一考察――〈戦争児童文学〉における位置づけを考える （『児童文学研究』43号、日本児童文学学会編、2010年）
- 『砂糖菓子の弾丸は撃ちぬけない』(桜庭一樹・作)を読む――ライトノベルのその先へ （『龍谷大學論集』478巻、龍谷學會編、2011年10月）
- 「田口ランディ「時の川」に見られる身体性へのこだわり――長崎源之助『うそつき咲っぺ』を参照として（『原爆文学研究』19巻、原爆文学研究会編、2020年12月）

#### 準学術誌掲載論文
- 『ビルマの竪琴』考――読者はなぜ水島を手放さ(せ)ないのか （『ネバーランド』VOL.13、てらいんく、2010年5月）
- 戦争と少年たちをつないだ表現 （『子どもの文化』第42巻第8号、日本児童文化研究所発行、2010年8月）

#### 評論
- 『うすらでかぶつ』にみる読みの開き方―― 一九七〇年代の入り口をふりかえる （『日本児童文学』第49巻4号、日本児童文学者協会編、2003年7月）
- 文芸レポート 「夏休み」はどこへ行くのか? （『児童文芸』第52巻第4号、日本児童文芸家協会編、2006年4月）
- 証言から歴史の再生、そして記憶の継承へ （『児童文芸』第53巻第4号、日本児童文芸家協会編、2007年4月）
- 子どもの文学この一年 ノンフィクション 戦争と向きあう翻訳作品にノンフィクションの底力を感じた （『日本児童文学』第54巻3号、日本児童文学者協会編、2008年5月）
- 拝啓、上野瞭様。 世界を広げるということ――上野瞭論・序章 （『日本児童文学』第55巻2号、日本児童文学者協会編、2009年3月）
- 耐える少女、闘う少年?――魚住直子論 （『日本児童文学』第60巻2号、日本児童文学者協会編、2014年3月）
- 記憶の創られ方を考える――「人類」及び「継承」をめぐる力学（『日本児童文学』第67巻5号、日本児童文学者協会編、2021年9月）